# Хейзе, Пауль
Пауль Йохан Людвиг фон Хейзе (Гейзе) (нем. Paul Johann Ludwig von Heyse; 15 марта 1830, Берлин — 2 апреля 1914, Мюнхен) — немецкий писатель

, сын известного филолога Карла Хейзе, лауреат Нобелевской премии по литературе 1910 года «за художественность, идеализм, которые он демонстрировал на протяжении всего своего долгого и продуктивного творческого пути в качестве лирического поэта, драматурга, романиста и автора известных всему миру новелл». Он издал 24 тома новелл, 6 романов, около 60 пьес и 9 поэтических сборников.
Вместе с Э. Гейбелем, Ф. Боденштедтом, Г. Лингом и другими образовал так называемый Мюнхенский кружок поэтов-эстетов, сторонников чистого искусства.

## Биография
Родился 15 марта 1830 года в Берлине. Его отец, Карл Вильгельм Людвиг Хейзе — профессор классической филологии, женатый на дочери придворного прусского ювелира Якоба Соломона, Юлии.
В 1847 году он с отличием окончил берлинскую гимназию Фридриха-Вильгельма и начал изучение классической филологии в Берлинском университете. В 1849 году перешёл в Боннский университет для изучения истории искусств и романских языков. В 1850 году Пауль Хейзе занялся диссертацией по романской филологии, но после обнаружения его любовной связи с женой одного с профессоров был отправлен назад в Берлин. В 1851 году он выиграл литературное соревнование, устроенное организацией «Тоннель».
В мае 1852 года Хейзе получил степень доктора за работу посвящённую трубадурам, а стипендия прусского университета позволила ему уехать в Италию для исследований провансальских манускриптов. Ему запретили работать в библиотеке Ватикана после того, как застали писателя за переписыванием неопубликованных рукописей. И в 1853 году он был вынужден возвратиться в Германию, где начал заниматься литературной деятельностью.
После женитьбы на сестре историка Бернгарда Куглера и художника Ганса Куглера, Маргарите, 15 мая 1854 года он приехал в Мюнхен, где король Баварии Максимилиан II пожаловал Хейзе титул профессора романской филологии Мюнхенского университета, однако он никогда не читал лекции в этом университете. В 1855 году у него родился сын Франц, кроме которого у Хейзе было ещё трое детей от первого брака. После того, как 30 сентября 1862 года от болезни лёгких умерла его жена Маргарита и в 1867 году он женился на Анне Шубарт.
В 1859 году Хейзе стал редактором Literaturblatt zum deutschen Kunstblatt. В 1884 году он получил премию Шиллера. В 1900 году он стал почётным гражданином Мюнхена, а в 1910 году — членом аристократического общества. В 1910 году получил Нобелевскую премию по литературе.
Умер 2 апреля 1914 года, за несколько месяцев до начала Первой мировой войны.

## Творчество
Произведения Хейзе проникнуты эротикой, стремлением к эстетизации жизни. Психология послереволюционного бюргерства выражена в повести «Последний кентавр», где проповедуется «языческое» наслаждение жизнью. Хейзе писал очень много. Некоторые стихи в его лирических сборниках («Skizzenbuch» — «Книга набросков», «Lieder und Bilder» — «Песни и картины», 1877; «Verse aus Italien» — «Итальянские стихи», 1880 и др.), как, например, «Auf den Tod eines Kindes» (На смерть ребёнка) или «Ueber ein Stündlein» (Через час), принадлежат к лучшим образцам немецкой лирики.
Как драматург он также был весьма продуктивен, но не имел большого успеха (трагедии — «Meleager», 1854; «Hadrian», 1865; «Hans Lange», 1886; «Colberg», 1868 и «Maria Magdala», 1899; русский перевод Н. Бронштейна, «Мария из Магдалы», драма М., 1907); темы взяты частью из немецкой истории, частью из Библии. Ему также принадлежит ряд романов, из которых особенно большим успехом пользовались: «Kinder der Welt» (1873; Дети века, русский перевод С-вой, 2 тт., СПб., 1873), где изображена эмансипация немецкого бюргерства от прежнего пессимизма, и «Im Paradiese» (1875; русский перевод: В раю, роман, под ред. Ранцова, 2 тома, СПб., 1876), где описывается жизнь мюнхенских художников-эстетов. Другие романы («Ueber allen Gipfeln» — «Над всеми вершинами», 1895; «Die Geburt der Venus» — «Рождение Венеры», 1909 и др.) — слабее.
Из произведений Хейзе наибольшее значение для немецкой литературы имеют его многочисленные новеллы (свыше 100). Некоторые из них, как «L’ Arrabiada» (1853), «Andrea Delfin» (1862) или «Der Salamander» (1867), считаются наравне с новеллами Т. Шторма классическими в формально-художественном отношении.
Хейзе также известен своими удачными переводами с итальянского («Italienisches Liederbuch», 1860, «Ital. Dichter seit der Mitte des 18 Jahrhunderts, 1889—1890»; 4 тт. «Ital. Volksmärchen», 1914) и испанского («Spanisches Liederbuch», 1852). Вместе с Германом Курцем он издал «Deutscher Novellenschatz» (Сокровища немецкой новеллы, 1870—1876, 24 тт.), «Novellen des Auslandes» (Новеллы других стран) и другие. Радикальное движение натурализма, снова выдвинувшее социальные вопросы, относилось к Хейзе отрицательно, как к эпигону; он, в свою очередь, изобразил героев нового движения сатирически в своём романе «Merlin» (1892). Важны для понимания Хейзе его воспоминания «Jugenderinnerungen und Bekenntnisse» (Воспоминания юности и признания, 1900).